# 清原夏野
清原 夏野（きよはら の なつの）は、平安時代初期の皇族・公卿。舎人親王の孫である内膳正・小倉王の五男。官位は従二位・右大臣、贈正二位。

## 経歴
延暦23年（804年）同じ内舎人の官職にあった親族の山河王と共に清原真人姓の賜与と臣籍降下を希望し、これを父・小倉王が桓武天皇に上表し許される。また同時に、桓武天皇の皇女・滋野内親王の名と重なることを避けるために、名を繁野から夏野に改めている。平城朝では中監物・大舎人大允を務める。
嵯峨朝に入ると、弘仁元年（810年）蔵人に春宮大進を兼ね、天皇と皇太子・大伴親王の双方に身近に仕える。翌弘仁2年（811年）従五位下に叙爵。のち宮内少輔・春宮亮を経て、弘仁5年（814年）従五位上、弘仁13年（822年）正五位下に昇叙される。また、この間に、讃岐介・讃岐守・伯耆守・下総守と地方官も兼任した。
弘仁14年（823年）4月に春宮亮として仕えた大伴親王が淳和天皇として即位すると従四位下・蔵人頭に叙任され、同年11月には参議に任ぜられ公卿に列した。天長2年（825年）には先任の参議3名（春原五百枝・多治比今麻呂・直世王）を超えて従三位・中納言に昇進し、左右大臣に並ぶ藤原冬嗣・緒嗣と、天皇の弟の大納言・良岑安世に次いで、一挙に太政官の第4位の席次に抜擢される。その後も、天長5年（828年）権大納言、天長7年（830年）大納言、天長8年（831年）正三位と目覚ましい昇進を遂げ、天長9年（832年）には右大臣に任ぜられて、天皇の外戚である左大臣・藤原緒嗣に次ぐ地位まで昇った。
学識の高さや政治・経済に対する確かな見識をもって朝廷・民間双方からの信任篤く、淳和朝において以下の政治的足跡を残している。
- 天長元年（824年）諸公卿の提言を入れて国司に関する新たな制度が定められているが、官長が任期中に1・2度入京して天皇に施政を報告すること[2]、不堪佃田の他にある常荒田の耕食を許すこと[3]、については夏野の提言が採用された[4]。
- 天長3年（826年）に桓武・平城・嵯峨の各天皇の子息である多数の親王家を維持する財源確保と、親王に充てるべき官職の不足解消のために、諸親王を常陸国・上総国・上野国3国の国守（太守）に任じる親王任国制度を設立[5]。
- 天長9年（832年）に私財を投じて播磨国に魚住泊を建設。朝廷はこの事業の重要性を認め、最終的には公金をもって助成を行っている。

天長10年（833年）には菅原清公らと『令義解』を編纂すると共に、『内裏式』の改定も完了させた。また、『日本後紀』の編纂にも加わっている。
天長10年（833年）仁明天皇の即位に伴い従二位に叙せられる。承和4年（837年）10月7日薨御。享年56。最終官位は右大臣従二位。没後正二位の位階を追贈された。

## 人物
平安京右京の双岡に山荘を営んだことから双岡大臣・比大臣と称された。この山荘へは天長7年（830年）に淳和天皇が行幸、承和元年（834年）には嵯峨上皇が行幸して水木を鑑賞している。山荘は夏野が没して約20年後の天安2年（858年）に文徳天皇の発願で伽藍が建立され、天安寺と称した。現在の法金剛院が山荘跡とされる。
弘仁6年（815年）に嵯峨天皇の梵釈寺への行幸に従った際の漢詩作品が、『経国集』に採録されている。

## 官歴
注記のないものは『六国史』による。
- 延暦22年（803年） 5月：内舎人[9]
- 延暦23年（804年） 6月21日：臣籍降下（清原真人姓）、改名（繁野→夏野）
- 大同2年（807年） 2月：中監物[9]。5月：大舎人大允
- 時期不詳：正六位上
- 弘仁元年（810年） 3月10日：蔵人[9]。9月：春宮大進[9]（皇太子：大伴親王）
- 弘仁2年（811年） 6月8日：従五位下。7月23日：宮内少輔。10月11日：春宮亮
- 弘仁4年（813年） 正月10日：兼讃岐介
- 弘仁5年（814年） 8月11日：従五位上
- 弘仁7年（816年） 正月10日：兼讃岐守[9]
- 弘仁11年（820年） 正月：兼伯耆守[9]
- 弘仁12年（821年） 正月：兼下総守[9]
- 弘仁13年（822年） 正月7日：正五位下
- 弘仁14年（823年） 4月：蔵人頭[9]。4月27日：従四位下。5月1日：兼左近衛中将近江守[9]。11月25日：参議、左中将近江守如元
- 天長元年（824年） 正月7日：従四位上
- 天長2年（825年） 正月4日：正四位下。7月2日：従三位、中納言。8月：兼左衛門督[9]
- 天長3年（826年） 8月22日：兼左近衛大将[9]。9月22日：兼民部卿[9]
- 天長5年（828年） 3月19日：権大納言[9]
- 天長7年（830年） 9月11日：大納言[9]
- 天長8年（831年） 正月4日：正三位
- 天長9年（832年） 11月2日：右大臣、左大将如元
- 天長10年（833年） 3月6日：従二位
- 承和4年（837年） 6月8日：停左近衛大将。日付不詳：贈正二位[9]

## 系譜
- 父：小倉王[1]
- 母：小野家主（小野縄手の娘）[9]
- 妻：葛井庭子[10]
- 生母不明の子女
  - 次男：清原滝雄[11]（799-863）
  - 三男：清原沢雄[8]
  - 四男：清原秋雄[12]（812-874）
  - 女子：清原春子[13] - 淳和天皇後宮